# Mindaugas Katelynas
Mindaugas Katelynas (Alytus, 16 maggio 1983) è un ex cestista lituano.
Era un'ala forte di 205 cm per 104 kg.

## Carriera
È soprannominato dai suoi tifosi Air Lithuania per le sue notevoli doti atletiche, che lo hanno portato anche a vincere una gara di schiacciate nei college statunitensi.
Negli Stati Uniti ha militato nelle file dell'Eastern Utah Junior College (2001-2003) e di Tennessee-Chattanooga (2003-2005), dove nella seconda stagione ha chiudo con 12 punti e 9 rimbalzi di media.
In Italia, ha giocato a Cantù (2005-06) e a Casale Monferrato (2006-07). La sua esperienza in Brianza è stata limitata a causa di un brutto infortunio al braccio destro. Decide di scendere di categoria a Casale in A2, dove disputa un'ottima annata con cifre interessanti. Nella stagione seguente viene scelto dall'Olimpia Milano, dove riesce a confermare le sue capacità atletiche e tecniche. Nella stagione successiva viene confermato dalla squadra milanese.